# Stockholmski arhipelag
Stockholmski arhipelag (švedsko Stockholms skärgård) je največji arhipelag na Švedskem in drugi največji arhipelag v Baltskem morju (največji je Arhipelaško morje čez Baltik na Finskem). Del arhipelaga je od leta 1989 razglašen za območje Ramsarske konvencije.
Ugotovljeno je, da ima Stockholmski arhipelag nekaj več kot 24.000 otokov, otočkov in grebenov ter pokriva približno 1.700 km2, od tega približno 530 km2 kopnega. V arhipelagu je približno 10.000 stalnih prebivališč in 50.000 počitniških hiš. Prebivalci so na vseh večjih otokih, ki so najbližje obali in imajo fiksne mostove ali trajektne povezave s cestnimi trajekti, kot so Vaxholm, Ingarö, Värmdö, Yxlan, Blidö, Ljusterö in Väddö, pa tudi na mnogih večjih otokih, ki so dlje od obale, kot so Ingmarsö, Möja, Runmarö, Nämdö, Ornö in Utö, kamor plujejo potniške ladje s fiksnimi potmi.

## Voda
Voda ima pH vrednost 7,0 (nevtralno) ali nekoliko nižjo, v primerjavi s približno 8,0 za morsko vodo. Skupaj s humusnimi snovmi to včasih povzroči nekoliko rjavkasto barvo vode, zlasti v notranjih delih. Slanost se giblje med sladko vodo in brakično vodo s slabo slanostjo. V zunanjih delih arhipelaga slanost doseže približno 0,6–0,7 masnega odstotka, v primerjavi z vsaj 1,5 za začetek slanosti in približno 3,0 ali več za pravo oceansko vodo. Morski led se v notranjih delih redno tvori vsako zimo.

## Geografija
Arhipelag se razteza od Stockholma približno 60 kilometrov proti vzhodu. V smeri sever-jug večinoma sledi obali provinc Södermanland in Uppland, sega približno od otoka Öja, južno od Nynäshamna, do Väddöja, severno od Norrtälja. Od Ålandskih otokov ga loči vodni pas z imenom Južni Kvarken. Ločena skupina otokov leži severneje, v bližini mesta Öregrund. Med Arholmo in Landsortom je približno 24.000 otokov in otočkov. Nekateri bolj znani otoki so Dalarö, Finnhamn, Nässlingen [sv], Grinda, Husarö, Ingarö, Ljusterö, Möja, Nämdö, Rödlöga, Tynningö, Utö, Svartsö in Värmdö.
Največja mesta v arhipelagu, poleg Stockholma, so Nynäshamn, Vaxholm in Norrtälje. Vas Ytterby, ki je med kemiki znana po poimenovanju kar štirih kemijskih elementov (erbij, terbij, iterbij in itrij), je  na Resaröju v Stockholmskem arhipelagu.
Skozi arhipelag potekajo ladijske poti iz Baltika v Stockholm. Za plovila z globokim ugrezom so primerni trije glavni vhodi, in sicer tisti v bližini Landsorta, Sandhamna in Söderarma.

## Zgodovina
Stockholmski arhipelag je združena dolinska pokrajina, ki jo je oblikoval – in se še vedno oblikuje – postglacialni odboj. Šele v vikinški dobi je arhipelag začel dobivati svoje današnje obrise. Otoki se vsako leto dvignejo za približno tri milimetre. Leta 1719 je imel arhipelag ocenjeno prebivalstvo 2900 ljudi, večinoma ribičev. Danes je arhipelag priljubljena počitniška destinacija s približno 50.000 počitniškimi hišicami (v lasti večinoma prebivalcev Stockholma). Fundacija Stockholmskega arhipelaga, posvečena ohranjanju narave in kulture arhipelaga, ima v lasti približno 15 % njegove celotne površine.
Prebivalci arhipelaga so bili od sredine 15. stoletja do konca druge svetovne vojne kombinirani kmetje in ribiči. Spomladanski in jesenski ribolov je bil v zunanjem arhipelagu precej intenziven od leta 1450 do sredine 19. stoletja, mnogi ribiči pa so zaradi dolgih razdalj do svojih stalnih domov v notranjem arhipelagu dalj časa živeli na zunanjih otokih. Kombinacija kmetijske in ribiške kulture je trajala do približno 1950–1955, ko je mlajša generacija, rojena med vojno in neposredno po njej, začela zapuščati arhipelag in iskati delo v mestih na celini. Danes je večina majhnih kmetij na otokih zaprtih, ribiška industrija pa je skoraj izginila.

## Kultura
Številni pesniki, avtorji in umetniki so bili pod vplivom in navdušeni nad Stockholmskim arhipelagom. Med njimi so August Strindberg, Ture Nerman, Roland Svensson, Ernst Didring in Aleister Crowley. Björn Ulvaeus in Benny Andersson iz skupine ABBA sta večino svojih pesmi napisala v koči na arhipelagu.
Čolnarjenje je izjemno priljubljena dejavnost, jadralna dirka Ornö runt (ali Okoli otoka Ornö) pa je največja v arhipelagu. Ta letna dirka, ki jo organizira čolnarni klub Tyresö, poteka vsako leto od leta 1973. Odprta je za vse z jadrnico, vendar je potrebna registracija. Obstajajo različni razredi prijav, pri čemer je družinski razred najmanj konkurenčen.
Pozimi se drsalci podajajo na izlete po ledu.

## Potovanja
Obisk večjih otokov v arhipelagu je enostaven vse leto, pozimi pa so poti odvisne od ledenih razmer. Več podjetij ima redne poti. Največje med njimi je Waxholmsbolaget, ki je v lasti vlade okrožja Stockholm. Na voljo so tudi taksiji. Poleti arhipelag mrgoli zasebnih čolnov, polnih ljudi, ki pogosto izkoriščajo Allemansrätt (ali 'pravico vsakogar'), zakon, ki daje vsakomur pravico, da se izkrca ali zasidra na katerem koli mestu, ki ni v neposredni bližini stavb.

## Galerija
- Pomol 'Gällnönäs'
- Naravno pristanišče na otoku 'Sprickopp', otočje 'Lilla Nassa'
- Naravno pristanišče na otoku 'Svenska Högarna'
- Pomorska pilotska postaja pri 'Landsort'
- Svetilnik in stavbe na otoku 'Huvudskar'
- Otok Sandhamn
- Bastugrundet v ledu
- Otok Norra Stavsudda
- Otoki v arhipelagu, kot jih vidimo iz naravnega rezervata Björnö